# شارل العشی
شارل العشی (متولد ۱۹۴۷ لبنان) دانشمند لبنانی-آمریکایی، استاد مهندسی برق و علوم فضای کلتک و تا سال ۲۰۱۶ رئیس آزمایشگاه پیشرانه جت ناسا بود.